# ロバート・ベレンデン (第6代ベレンデン卿)
第6代ベレンデン卿ロバート・ベレンデン（英語: Robert Bellenden, 6th Lord Bellenden、1734年4月7日 – 1797年10月13日）は、スコットランド貴族。

## 生涯
第3代ベレンデン卿ジョン・ベレンデンとメアリー・パーネル（Mary Parnell、1702年6月26日洗礼 – 1792年11月23日、ジョン・パーネルの娘）の次男として、1734年4月7日に生まれ、8月23日にウェストミルで洗礼を受けた。
1761年に大尉として第11歩兵連隊に入隊、1767年に第68歩兵連隊に転じた。
1796年10月20日に兄カーの息子ジョン・カーが死去すると、ベレンデン卿の爵位を継承した。
1797年2月8日、スコットランド大蔵省式部官（Usher of the Exchequer）の世襲権を所有する者として250ポンドの年金を与えられたが、同年10月13日に生涯未婚のままバースで死去、ウェストミルで埋葬された。叔父ウィリアム（1702年頃 – 1759年）の息子ウィリアムが爵位を継承した。